# Яшина Роза Іванівна
Я́шина Ро́за Іва́нівна (*1 січня 1933, село Руський Зязьгор, Кезький район) — удмуртський лінгвіст, літературознавець, кандидат філологічних наук (1965), заслужений діяч науки Удмуртської АРСР (1983).
Закінчила УДПІ в 1955 році. Працювала на кафедрі удмуртської мови та літератури УДПІ, потім на кафедрі удмуртської літератури та літератури народів СРСР УДУ з 1962 року. В 1999 році стала лауреатом Всеудмуртської національної премії імені Кузебая Герда.
Досліджувала стильові особливості мови творів удмуртських письменників. Один з авторів підручників «Удмуртська мова» для 6-8 класів (7 видань, 1991) та «Удмуртська мова» для 5-6 класів (5 видань, 1988). Учасник Міжнародного конгресу фіно-угрознавців в місті Сиктивкар 1985 року. Обиралась президентом Всеудмуртської асоціації «Удмурт Кенеш» в 1993—1994 роках.

### Твори
- Сравнительные конструкции в удмуртском языке. Ижевск, 1963
- Удмурт кылъя внеклассной ужъёс. Ижевск, 1979
- Степан Широбоков: Улэмез но творчествоез сярысь. Ижевск, 1972
- Удмурт стилистикая очеркъёс. Ижевск, 1990